# 페이즌 러브

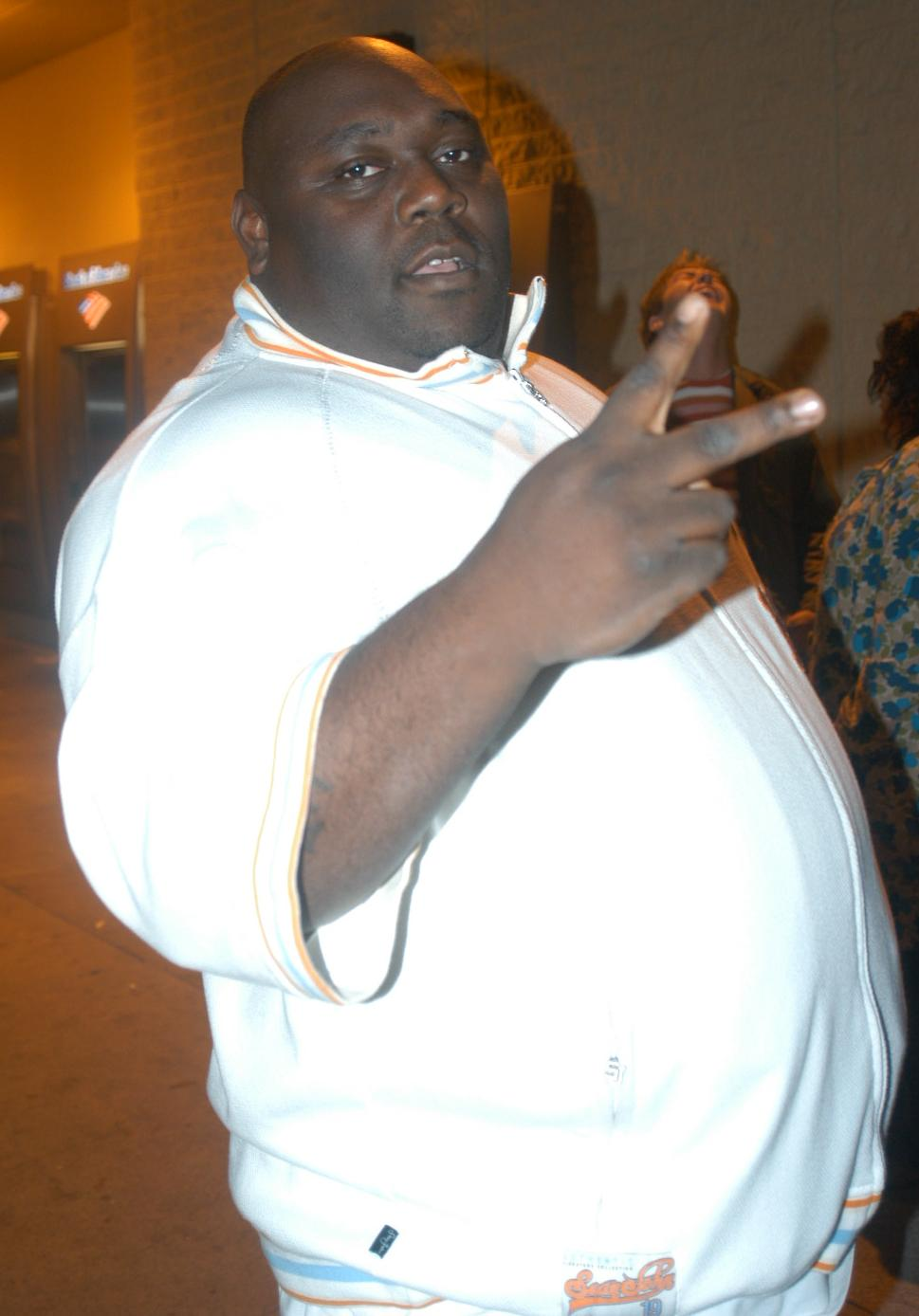

페이즌 러브(Faizon Love, 1968년 6월 14일 ~ )는 미국의 배우, 희극인, 성우이다.
산티아고데쿠바에서 태어났다.

## 영화
- 립트 (2017년)
- 그로우 하우스 (2017년)
- 브라덜리 러브 (2015년)
- 텔 (2014년)
- 매튜 18 (2014년)
- 화이트 T (2013년) - 안소니 역
- 버즈 하우스 (2011년)
- 빅 마마 하우스 3 - 라이크 파더, 라이크 선 (2011년)
- 동물원 사육사 (2011년)
- 커플로 살아남기 (2010년)
- G.E.D. (2009년)
- 데이 인 더 라이프 (2009년)
- 커플 테라피: 대화가 필요해 (2009년) - 쉐인 역
- 오브 보이스 앤 멘 (2008년)
- The Perfect Holiday (2007) - 자말 역
- 후즈 유어 캐디? (2007년) - 빅 라지 역
- 아이들와일드 (2006년) - 에이스 역
- 행운을 돌려줘 (2006년) - 데이몬 필립스 역
- 애니멀(영어판) (2005년) - 더블 티 역
- 토크 (2004년) - 소니 역
- 라이드 오어 다이 (2003년)
- 원더랜드 (2003년)
- 엘프 (2003년)
- 블루 크러쉬 (2002년)
- 메이드 (2001년)
- 미스터 본즈 (2001년)
- 쓰리 스트라이크 (2000년)
- 리플레이스먼트 (2000년) - 자멜 잭슨 역
- 플레이 클럽 (1998년)
- 콤비 걸 (1997년)
- 돈 비 어 메니스 투 사우스 센트럴 와일 드링킹 유어 쥬스 인 더 후드 (1996년)
- 악녀와 바람둥이 (1996년)
- 프라이데이 (1995년)